# Vrbice (district de Rychnov nad Kněžnou)
Pour les articles homonymes, voir Vrbice.
Vrbice (en allemand : Weidenbusch) est une commune du district de Rychnov nad Kněžnou, dans la région de Hradec Králové, en République tchèque. Sa population s'élevait à 154 habitants en 2020.

## Géographie
Vrbice se trouve à 5 km au sud-est de Kostelec nad Orlicí, à 9 km au sud-sud-ouest de Rychnov nad Kněžnou, à 34 km à l'est-sud-est de Hradec Králové et à 130 km à l'est de Prague.
La commune est limitée par Svídnice au nord-ouest, par Doudleby nad Orlicí au nord-est et à l'est, par Chleny au sud et par Krchleby au sud-ouest.

## Histoire
La première mention écrite de la localité date de 1544.

## Administration
La commune se compose de deux quartiers :
- Vrbice
- Chlínky